# 玉島港

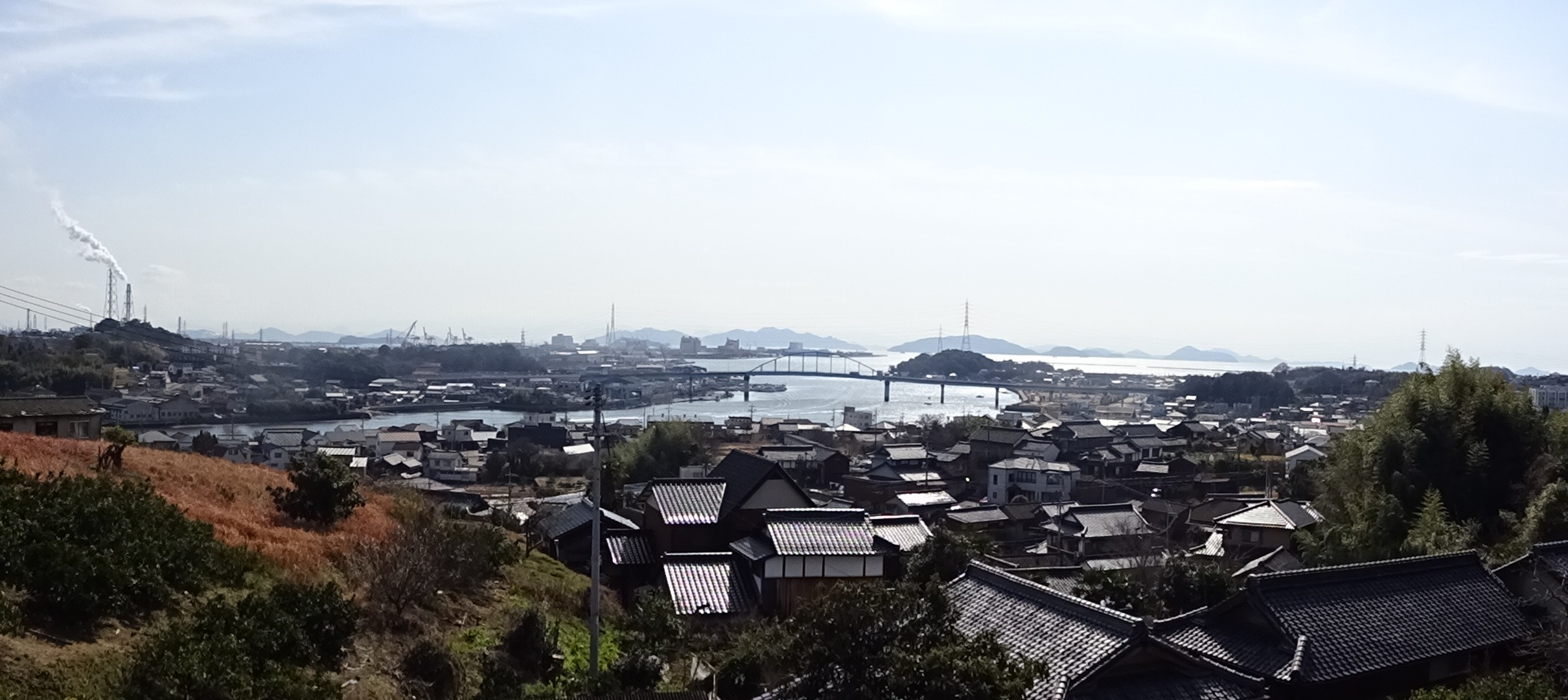

玉島港（たましまこう）は、岡山県倉敷市玉島（備中国浅口郡玉島村および阿賀崎村）の港である。古くは阿賀崎港（あがさきこう）、矢出港（やいでこう）、甕の泊（もたいのとまり）とも呼ばれた。
江戸時代に本格的に造成され、当時の高梁川流域・備中国内一円の物資の集散地として、また備中松山藩の藩港として、あるいは西国航路の拠点として大いに栄えた。現在は、漁船やプレジャーボート等の小型船舶の係留などが主な機能となっている。

## 概要
備中松山藩が内陸の松山（高梁市）に藩庁を構えていた為、沿岸部に外港を必要とした。最初に当時は島嶼であった乙島の北岸の矢出地区にある港を外港とし、周辺に港町が生まれた。
その後1659 - 1671年（万治2 - 寛文11年）にかけて松山藩の主導で長尾村沖から乙島・阿弥陀島まで至る広大な玉島新田が完成。続いてその西側に阿賀崎新田が完成し、さらに海を隔てて近接する玉島西南部と阿賀崎東南部を繋ぐ新町堤防が築かれた。矢出の港からこの堤防上を中心に港が拡大整備されし、さらに堤防を中心とした区域に屋敷割りが出来、問屋街が形成された。この町は新町と呼ばれた。玉島港と呼ばれ松山藩の藩港となり、ここから玉島港が商港として発展することとなった。
西松山川（現在の高梁川）から玉島港まで高瀬通しと呼ばれる運河が造成され、松山藩の藩庁がある松山城下町（現在の高梁市中心部）と繋がった。陸路では美袋（現・総社市）から玉島往来と呼ばれる街道で繋がっていた。
北前船や高瀬舟が多数発着し、全盛期には『室は東に 赤間は西に 玉島湊は真ん中に』と歌われるほど、瀬戸内海屈指の港として繁栄した。
当時の主な積み出し品は、備中国内一円で作られていた備中綿とその加工製品で、港周辺には加工業者繰屋もでき、それは1768年（明和5年）には阿賀崎村19軒・玉島村5軒を数えた。
また、移入品には北海産の干鰯、ニシン粕が圧倒的多かった。
18世紀末頃になると、土砂の堆積により港が浅くなり、また繰綿取り引きでの不正などが相次ぎ、入港船は減少した。最盛期には43軒を数えた問屋も、1829年（文政12年）には13軒と大幅に減少している。
1881年の書物『西南諸港報告書』では、玉島港が繁栄し、積み出しの大半は繰綿・鉄、移入はニシン搾粕・羽ニシンでると記している。
江戸時代から明治前期まで長らく玉島港とその港町は、玉島村と阿賀崎村に分かれていたが、1897年（明治30年）5月26日に両村が合併しして玉島町となり、港がようやく同じ地区となった。
明治以降になると汽船の時代となり、玉島港は衰退していき地方の小港となった。水島コンビナートが造成・発展すると、玉島港は重要港湾である水島港に編集され、同港玉島港区となり、現在に至っている。
現在は、漁船やプレジャーボート等の小型船舶などが係留されている。

## 港町
玉島港の発展とともに周囲の港町も発展し、問屋街が形成された。現在の玉島1〜3丁目、玉島中央町、玉島阿賀崎1〜5丁目あたりが、かつての港町であり、その当時を偲ばせる町並みが今も残っており、岡山県指定町並み保存地域となっている。